# Han Seung-soo
Han Seung-soo, född 28 december, 1936 i Gangwonprovinsen är en sydkoreansk diplomat och politiker. Han var Sydkoreas premiärminister 2008–2009. Han tillhör partiet Hannara.
Han valdes först in i nationalförsamlingen 1988. Mellan 1993 och 1994 var han ambassadör åt USA. Under Kim Young-Sams regering var han stabschef och innehöll olika ministerposter mellan 1996 och 1997. 2001 blev han utrikesminister för Sydkorea. Han valdes också till ledare för den 56 sammankomsten i Förenta nationerna. Efter hans tid där återvände han till Sydkorea och blev invald i nationalförsamlingen. Före valet lämnade han posten hos FN och som utrikesminister i Sydkorea. I maj, 2007 arbetade han en tid för FN-generalsekreteraren Ban Ki-moon. Efter Lee Myung-bak valvinst i december, 2007, nominerades han till att bli Sydkoreas premiärminister. I omröstningen i nationalförsamling godkändes förslaget, med 270 ja-röster mot 94 nej-röster.

## Utmärkelser
- Kommendör av 1 klass av Brittiska imperieorden
- Storkors av Kronorden

[Redigera Wikidata]